# 《阿黛尔的生活》获奖名单
《阿黛尔的生活》是阿布戴·柯西胥自编自导并与卜拉欣·基乌阿、文森特·马拉瓦尔监制的2013年法国爱情成年禮劇情片，根据茱莉·马罗同名图像小说改编。阿黛尔·艾克阿切波洛斯饰演15岁的女主角阿黛尔，爱上蕾雅·瑟杜扮演的年长女画家艾玛。
本片2013年5月23日在第66屆坎城影展首映，随后夺得金棕榈奖，评委把奖颁给三人（导演和两位女主角），这在戛纳电影节史上还是首次，年仅19岁的艾克阿切波洛斯创下金棕榈奖最年轻得主纪录。电影以四百万欧元预算取得约1950万美元全球票房，评论汇总网站爛番茄收集的201篇评论对本片认可度达八成九。
影片获众多荣誉肯定，导演和两位女主角的演出尤得赞誉。《阿黛尔的生活》入围第39屆凱薩獎最佳影片、导演、女主角（赛杜）等八项大奖，但只有艾克阿切波洛斯夺得最有前途女演员奖。她还拿下评论家选择电影奖最佳青少年演员、盧米埃獎最有前途女演员、國家評論協會最具突破女演员奖。赛杜获卢米埃奖最佳女演员并入围英国电影学院奖新星奖。此外，本片在獨立精神獎、波迪獎、羅伯獎、金甲虫奖、馬格利特獎、路易·德呂克獎均有斩获，國家影評人協會、紐約影評人協會、在线影评人协会、旧金山影评人协会、圣路易斯影评人协会、奥斯汀影评人协会、达拉斯—沃斯堡影评人协会、佛罗里达影评人协会、洛杉磯影評人協會将本片评为最佳外语片。

## 荣誉
| 机构                    | 颁奖日期       | 奖项                                 | 提名                                               | 结果 | 参考          |
| ----------------------- | -------------- | ------------------------------------ | -------------------------------------------------- | ---- | ------------- |
| 奥斯汀影评人协会        | 2013年12月17日 | 最佳外语片                           | 《阿黛尔的生活》                                   | 獲獎 | [ 8 ]         |
| 比利时影评人协会        | 2014年1月4日   | 大奖                                 | 《阿黛尔的生活》                                   | 提名 | [ 9 ]         |
| 波迪獎                  | 2014年2月1日   | 最佳非美国片                         | 《阿黛尔的生活》                                   | 獲獎 | [ 10 ]        |
| 波士頓影評人協會        | 2013年12月8日  | 最佳外语片                           | 《阿黛尔的生活》                                   | 第二 | [ 11 ]        |
| 英国电影学院奖          | 2014年2月16日  | 新星奖                               | 蕾雅·瑟杜                                          | 提名 | [ 12 ]        |
| 英国电影学院奖          | 2014年2月16日  | 最佳非英语片                         | 《阿黛尔的生活》                                   | 提名 | [ 12 ]        |
| 英国独立电影奖          | 2013年12月8日  | 最佳国际独立电影                     | 《阿黛尔的生活》                                   | 獲獎 | [ 13 ]        |
| 戛纳电影节              | 2013年5月26日  | 金棕榈奖                             | 阿布戴·柯西胥、阿黛尔·艾克阿切波洛斯、蕾雅·赛杜    | 獲獎 | [ 3 ]         |
| 戛纳电影节              | 2013年5月26日  | 国际影评人协会奖                     | 《阿黛尔的生活》                                   | 獲獎 | [ 3 ]         |
| 凯撒电影奖              | 2014年2月28日  | 最佳影片                             | 《阿黛尔的生活》                                   | 提名 | [ 14 ] [ 15 ] |
| 凯撒电影奖              | 2014年2月28日  | 最佳导演                             | 阿布戴·柯西胥                                      | 提名 | [ 14 ] [ 15 ] |
| 凯撒电影奖              | 2014年2月28日  | 最佳女主角                           | 蕾雅·赛杜                                          | 提名 | [ 14 ] [ 15 ] |
| 凯撒电影奖              | 2014年2月28日  | 最有前途女演员                       | 阿黛尔·艾克阿切波洛斯                              | 獲獎 | [ 14 ] [ 15 ] |
| 凯撒电影奖              | 2014年2月28日  | 最佳编剧                             | 阿布戴·柯西胥、加利亚·拉克鲁瓦                     | 提名 | [ 14 ] [ 15 ] |
| 凯撒电影奖              | 2014年2月28日  | 最佳摄影                             | 索菲安·埃尔·法尼                                   | 提名 | [ 14 ] [ 15 ] |
| 凯撒电影奖              | 2014年2月28日  | 最佳剪辑                             | 卡米尔·图布基斯、阿尔伯坦·拉斯特拉、让-玛丽·朗杰勒 | 提名 | [ 14 ] [ 15 ] |
| 凯撒电影奖              | 2014年2月28日  | 最佳音效                             | 杰罗姆·谢内瓦、法比恩·波谢、让-保罗·尤里叶         | 提名 | [ 14 ] [ 15 ] |
| 芝加哥影评人协会        | 2013年12月16日 | 最佳女主角                           | 阿黛尔·艾克阿切波洛斯                              | 提名 | [ 16 ] [ 17 ] |
| 芝加哥影评人协会        | 2013年12月16日 | 最佳女配角                           | 蕾雅·赛杜                                          | 提名 | [ 16 ] [ 17 ] |
| 芝加哥影评人协会        | 2013年12月16日 | 最佳外语片                           | 《阿黛尔的生活》                                   | 提名 | [ 16 ] [ 17 ] |
| 芝加哥影评人协会        | 2013年12月16日 | 突破演出                             | 阿黛尔·艾克阿切波洛斯                              | 獲獎 | [ 16 ] [ 17 ] |
| 评论家选择电影奖        | 2014年1月16日  | 最佳青少年演员                       | 阿黛尔·艾克阿切波洛斯                              | 獲獎 | [ 18 ]        |
| 评论家选择电影奖        | 2014年1月16日  | 最佳外语片                           | 《阿黛尔的生活》                                   | 獲獎 | [ 18 ]        |
| 达拉斯—沃斯堡影评人协会 | 2013年12月16日 | 最佳外语片                           | 《阿黛尔的生活》                                   | 獲獎 | [ 19 ]        |
| 底特律影评人协会        | 2013年12月13日 | 最佳女主角                           | 阿黛尔·艾克阿切波洛斯                              | 提名 | [ 20 ]        |
| 道林奖                  | 2014年1月21日  | 年度电影                             | 《阿黛尔的生活》                                   | 提名 | [ 21 ] [ 22 ] |
| 道林奖                  | 2014年1月21日  | 年度电影女演员                       | 阿黛尔·艾克阿切波洛斯                              | 提名 | [ 21 ] [ 22 ] |
| 道林奖                  | 2014年1月21日  | 年度LGBT电影                         | 《阿黛尔的生活》                                   | 獲獎 | [ 21 ] [ 22 ] |
| 道林奖                  | 2014年1月21日  | 年度外语片                           | 《阿黛尔的生活》                                   | 獲獎 | [ 21 ] [ 22 ] |
| 道林奖                  | 2014年1月21日  | 新星奖                               | 阿黛尔·艾克阿切波洛斯                              | 提名 | [ 21 ] [ 22 ] |
| 都柏林影评人协会        | 2013年12月20日 | 最佳影片                             | 《阿黛尔的生活》                                   | 第四 | [ 23 ]        |
| 都柏林影评人协会        | 2013年12月20日 | 最佳导演                             | 阿布戴·柯西胥                                      | 第四 | [ 23 ]        |
| 都柏林影评人协会        | 2013年12月20日 | 最佳编剧                             | 阿布戴·柯西胥、加利亚·拉克鲁瓦                     | 第五 | [ 23 ]        |
| 都柏林影评人协会        | 2013年12月20日 | 最佳女演员                           | 阿黛尔·艾克阿切波洛斯                              | 第二 | [ 23 ]        |
| 都柏林影评人协会        | 2013年12月20日 | 最佳新人                             | 阿黛尔·艾克阿切波洛斯                              | 獲獎 | [ 23 ]        |
| 帝國獎                  | 2014年3月30日  | 最佳女新人                           | 阿黛尔·艾克阿切波洛斯                              | 提名 | [ 24 ]        |
| 歐洲電影獎              | 2013年12月7日  | 最佳影片                             | 《阿黛尔的生活》                                   | 提名 | [ 25 ]        |
| 歐洲電影獎              | 2013年12月7日  | 最佳导演                             | 阿布戴·柯西胥                                      | 提名 | [ 25 ]        |
| 佛罗里达影评人协会      | 2013年12月18日 | 最佳外语片                           | 《阿黛尔的生活》                                   | 獲獎 | [ 26 ]        |
| 法国影评人联合会        | 2013年5月23日  | 最佳法国片                           | 《阿黛尔的生活》                                   | 獲獎 | [ 27 ]        |
| 高迪奖                  | 2014年2月2日   | 最佳欧洲电影                         | 《阿黛尔的生活》                                   | 提名 | [ 28 ]        |
| GLAAD媒體獎             | 2014年5月3日   | 最佳公映片                           | 《阿黛尔的生活》                                   | 提名 | [ 29 ]        |
| 水晶球奖                | 2014年3月10日  | 最佳影片                             | 《阿黛尔的生活》                                   | 提名 | [ 30 ]        |
| 水晶球奖                | 2014年3月10日  | 最佳女演员                           | 阿黛尔·艾克阿切波洛斯                              | 獲獎 | [ 30 ]        |
| 俄罗斯金鹰奖            | 2015年1月23日  | 最佳外语片                           | 《阿黛尔的生活》                                   | 提名 | [ 31 ]        |
| 金球獎                  | 2014年1月12日  | 最佳外语片                           | 《阿黛尔的生活》                                   | 提名 | [ 32 ]        |
| 戈波獎                  | 2014年3月24日  | 最佳欧洲电影                         | 《阿黛尔的生活》                                   | 提名 | [ 33 ]        |
| 哥雅獎                  | 2014年2月9日   | 最佳欧洲电影                         | 《阿黛尔的生活》                                   | 提名 | [ 34 ]        |
| 金甲虫奖                | 2014年1月20日  | 最佳外国片                           | 《阿黛尔的生活》                                   | 獲獎 | [ 35 ]        |
| 汉普顿国际电影节        | 2013年10月12日 | 《综艺》十大关注演员                 | 蕾雅·赛杜                                          | 獲獎 | [ 36 ]        |
| 休斯顿影评人协会        | 2013年12月15日 | 最佳外语片                           | 《阿黛尔的生活》                                   | 提名 | [ 37 ]        |
| 獨立精神獎              | 2014年3月1日   | 最佳国际电影                         | 《阿黛尔的生活》                                   | 獲獎 | [ 38 ]        |
| 国际在线影评人调查      | 2015年1月26日  | 最佳女演员                           | 阿黛尔·艾克阿切波洛斯                              | 提名 | [ 39 ]        |
| 伦敦影评人协会          | 2014年2月2日   | 年度电影                             | 《阿黛尔的生活》                                   | 提名 | [ 40 ] [ 41 ] |
| 伦敦影评人协会          | 2014年2月2日   | 年度女主角                           | 阿黛尔·艾克阿切波洛斯                              | 提名 | [ 40 ] [ 41 ] |
| 伦敦影评人协会          | 2014年2月2日   | 年度外语片                           | 《阿黛尔的生活》                                   | 獲獎 | [ 40 ] [ 41 ] |
| 洛杉磯影評人協會        | 2013年12月8日  | 最佳外语片                           | 《阿黛尔的生活》                                   | 獲獎 | [ 42 ]        |
| 洛杉磯影評人協會        | 2013年12月8日  | 最佳女主角                           | 阿黛尔·艾克阿切波洛斯                              | 獲獎 | [ 42 ]        |
| 路易·德呂克獎           | 2013年12月17日 | 最佳影片                             | 《阿黛尔的生活》                                   | 獲獎 | [ 43 ]        |
| 盧米埃獎                | 2014年1月20日  | 最佳影片                             | 《阿黛尔的生活》                                   | 獲獎 | [ 44 ]        |
| 盧米埃獎                | 2014年1月20日  | 最佳导演                             | 阿布戴·柯西胥                                      | 獲獎 | [ 44 ]        |
| 盧米埃獎                | 2014年1月20日  | 最佳女主角                           | 蕾雅·赛杜                                          | 獲獎 | [ 44 ]        |
| 盧米埃獎                | 2014年1月20日  | 最有前途女演员                       | 阿黛尔·艾克阿切波洛斯                              | 獲獎 | [ 44 ]        |
| 馬格利特獎              | 2014年2月1日   | 最佳外国合拍片                       | 《阿黛尔的生活》                                   | 獲獎 | [ 45 ] [ 46 ] |
| 馬格利特獎              | 2014年2月1日   | 最佳女配角                           | 卡特琳·萨雷                                        | 獲獎 | [ 45 ] [ 46 ] |
| 馬格利特獎              | 2014年2月1日   | 最有前途女演员                       | 莫娜·瓦尔拉芬斯                                    | 提名 | [ 45 ] [ 46 ] |
| 电影音效剪辑工会        | 2014年2月17日  | 最佳外国片音效、拟音、对白、配音剪辑 | 法比恩·波谢                                        | 提名 | [ 47 ]        |
| 國家評論協會            | 2013年12月4日  | 最具突破女演员                       | 阿黛尔·艾克阿切波洛斯                              | 獲獎 | [ 48 ]        |
| 國家影評人協會          | 2014年1月4日   | 最佳女主角                           | 阿黛尔·艾克阿切波洛斯                              | 第二 | [ 49 ]        |
| 國家影評人協會          | 2014年1月4日   | 最佳女配角                           | 蕾雅·赛杜                                          | 第二 | [ 49 ]        |
| 國家影評人協會          | 2014年1月4日   | 最佳外语片                           | 《阿黛尔的生活》                                   | 獲獎 | [ 49 ]        |
| 紐約影評人協會          | 2013年12月3日  | 最佳外语片                           | 《阿黛尔的生活》                                   | 獲獎 | [ 50 ]        |
| 紐約影評人協會          | 2013年12月3日  | 最佳女主角                           | 阿黛尔·艾克阿切波洛斯                              | 第三 | [ 50 ]        |
| 纽约在线影评人协会      | 2013年12月8日  | 最佳外语片                           | 《阿黛尔的生活》                                   | 獲獎 | [ 51 ]        |
| 纽约在线影评人协会      | 2013年12月8日  | 突破演出                             | 阿黛尔·艾克阿切波洛斯                              | 獲獎 | [ 51 ]        |
| 在线影评人协会          | 2013年12月16日 | 最佳影片                             | 《阿黛尔的生活》                                   | 提名 | [ 52 ]        |
| 在线影评人协会          | 2013年12月16日 | 最佳外语片                           | 《阿黛尔的生活》                                   | 獲獎 | [ 52 ]        |
| 在线影评人协会          | 2013年12月16日 | 最佳女主角                           | 阿黛尔·艾克阿切波洛斯                              | 提名 | [ 52 ]        |
| 在线影评人协会          | 2013年12月16日 | 最佳女配角                           | 蕾雅·赛杜                                          | 提名 | [ 52 ]        |
| 波兰电影奖              | 2014年3月10日  | 最佳欧洲电影                         | 《阿黛尔的生活》                                   | 提名 | [ 53 ]        |
| 雅克·普雷维尔编剧奖     | 2014年2月4日   | 最佳改编                             | 阿布戴·柯西胥、加利亚·拉克鲁瓦                     | 提名 | [ 54 ]        |
| 羅伯獎                  | 2014年2月26日  | 最佳非美国片                         | 《阿黛尔的生活》                                   | 獲獎 | [ 55 ]        |
| 聖地牙哥影評人協會      | 2013年12月11日 | 最佳女主角                           | 阿黛尔·艾克阿切波洛斯                              | 提名 | [ 56 ]        |
| 聖地牙哥影評人協會      | 2013年12月11日 | 最佳外语片                           | 《阿黛尔的生活》                                   | 提名 | [ 56 ]        |
| 旧金山影评人协会        | 2013年12月15日 | 最佳女主角                           | 阿黛尔·艾克阿切波洛斯                              | 提名 | [ 57 ] [ 58 ] |
| 旧金山影评人协会        | 2013年12月15日 | 最佳女配角                           | 蕾雅·赛杜                                          | 提名 | [ 57 ] [ 58 ] |
| 旧金山影评人协会        | 2013年12月15日 | 最佳外语片                           | 《阿黛尔的生活》                                   | 獲獎 | [ 57 ] [ 58 ] |
| 圣芭芭拉国际电影节      | 2014年2月4日   | 大师奖                               | 阿黛尔·艾克阿切波洛斯                              | 獲獎 | [ 59 ]        |
| 卫星奖                  | 2014年2月23日  | 最佳外语片                           | 《阿黛尔的生活》                                   | 提名 | [ 60 ]        |
| 卫星奖                  | 2014年2月23日  | 最佳女主角                           | 阿黛尔·艾克阿切波洛斯                              | 提名 | [ 60 ]        |
| 卫星奖                  | 2014年2月23日  | 最佳女配角                           | 蕾雅·赛杜                                          | 提名 | [ 60 ]        |
| 圣路易斯影评人协会      | 2013年12月16日 | 最佳女配角                           | 蕾雅·赛杜                                          | 提名 | [ 61 ] [ 62 ] |
| 圣路易斯影评人协会      | 2013年12月16日 | 最佳外语片                           | 《阿黛尔的生活》                                   | 獲獎 | [ 61 ] [ 62 ] |
| 圣路易斯影评人协会      | 2013年12月16日 | 最佳实验或电影节电影                 | 《阿黛尔的生活》                                   | 第二 | [ 61 ] [ 62 ] |
| 多伦多影评人协会        | 2013年12月17日 | 多伦多影评人协会奖最佳外语片         | 《阿黛尔的生活》                                   | 第二 | [ 63 ]        |
| 温哥华影评人协会        | 2014年1月7日   | 最佳外语片                           | 《阿黛尔的生活》                                   | 提名 | [ 64 ]        |
| 华盛顿特区影评人协会    | 2013年12月9日  | 最佳青少年演出                       | 阿黛尔·艾克阿切波洛斯                              | 提名 | [ 65 ]        |
| 华盛顿特区影评人协会    | 2013年12月9日  | 最佳外语片                           | 《阿黛尔的生活》                                   | 提名 | [ 65 ]        |